# USS J. William Ditter (DM-31)
O USS J. William Ditter (DM-31) foi um Destroyer norte-americano, classe Robert H. Smith. O navio de guerra serviu durante a Segunda Guerra Mundial, atuando na área do Pacífico tendo participado da Batalha de Okinawa.

## Segunda Guerra Mundial

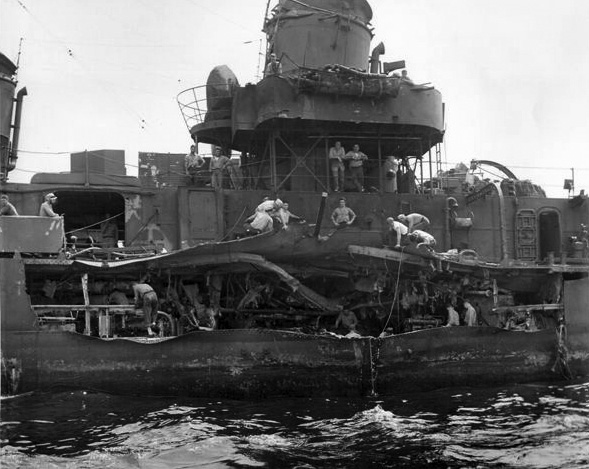
USS J. William Ditter avariado após ataque kamikaze.

J. William Ditter concluiu os testes de navegação e treinamento na região das Bermudas em dezembro e3 1944. partindo na sequencia do porto de Norfolk, Virgínia, em 13 de janeiro de 1945, passou pelo Canal do Panamá indo em direção ao Pacífico. Fez escala na base de San Diego, Califórnia, fehagando a Pearl Harbor em 10 de fevereiro. Em 19 de março navegou em direção a Okinawa, local do do maior ataque anfíbio da guerra do Pacífico atuando como navio caça às minas, nesta operação o navio se esquivou de um torpedo lançado por um submarino japonês. No final de março de março travou combate com dois barcos suicidas perto de Okinawa e afundou um deles com tiros. Após a invasão de ilha em 1º de abril o J. William Ditterpassou a atuar como navio de escolta dos navios que participaram do ataque a Okinawa.
Na noite de 2 de abril, o navio abateu dois bombardeiros e continuou sob ataque aéreo nos dias que se seguiram, quando os japoneses se esforçavam para interromper a invasão com táticas kamikaze. Continuou atuando na região até 30 de abril, se envolvendo em inúmeras batalhas com aeronaves japonesas. Em 6 de junho quando exercia a função de patrulha com os também contra-torpedeiros USS Harry F. Bauer e USS Ellyson (DD-454) o J. William Ditter foi atacado por um grande grupo de aviões kamikazes. O fogo antiaéreo do navio derrubou cinco dos aviões, mas um sexto colidiu com a embarcação, perto do convés principal. O navio perdeu sua capacidade de movimentação e sofreu muitas baixas. Foi rebocado pelo USS Ute (AT-76) até as ilhas de Kerama, aonde passou por reparos e em 10 de julho iniciou o seu retorno para os Estados Unidos. Passou por San Diego e na Zona do Canal antes de chegar ao porto de Nova York. O J. William Ditter foi descomissionado em 28 de setembro de 1945 e foi desmontado em julho de 1946. O navio recebeu uma battle star pelos serviços prestados durante a Segunda Guerra Mundial.

## Comandantes
- Cdr. Robert Roy Sampson - de 28 de Outubro de 1944 a 28 de Setembro de 1945